# Chiesa dei Santi Venanzio e Ansovino
La chiesa dei Santi Venanzio e Ansovino era una chiesa di Roma, nel rione Campitelli, posta in una piazzetta vicino alla piazza dell'Aracoeli. Tutta la zona venne abbattuta nel 1928 per la realizzazione della piazza di San Marco ai piedi della scalinata di Santa Maria in Aracoeli.

## Storia

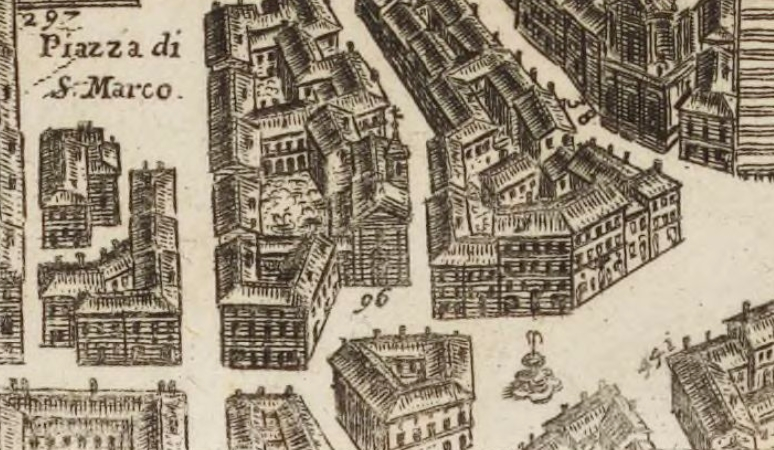
La chiesa (indicata dal numero 96) nella mappa di Roma di Giovanni Battista Falda (1676).

Di origine tardo medievale, era chiamata San Giovanni in Mercatello, dal vicino mercato che fino al 1477 si svolgeva nel Campidoglio, prima del suo trasferimento a piazza Navona. La prima menzione di questa chiesa si aveva in un'iscrizione tombale del 1264.
La chiesa, dopo il 1542, passò di mano diverse volte, finché nel 1675 Clemente X la cedette alla Confraternita dei Camerinesi, la quale la restaurò, su disegno di Liborio Raspantini, dedicandola ai suoi santi protettori Venanzio ed Ansovino. La confraternita era stata approvata quello stesso anno, anche perché lo stesso Clemente X era stato vescovo di Camerino, e tre anni dopo ne furono approvati gli statuti. Dato che la confraternita non aveva abbastanza risorse per i lavori di ristrutturazione, la marchesa Girolama Ruspoli decise di donare i fondi necessari, come ricordava una lapide posta nel presbiterio.
Nel 1728, la chiesa e l'altare maggiore vennero consacrati dal papa Benedetto XIII. Pio IX nell'Ottocento soppresse la corporazione dei Camerinesi ed assegnò in perpetuo l'uso della chiesa e delle case annesse alla Pia Unione del Sacro Cuore di Maria. Nel 1896 la chiesa passò ai padri Agostiniani dell'Assunzione. La chiesa venne demolita nel 1928, per volere del governo fascista italiano, assieme ad altre abitazioni nei pressi dell'Altare della Patria. Alcune opere d'arte furono trasferite nella chiesa dei Santi Fabiano e Venanzio a Villa Fiorelli (nel quartiere Tuscolano), la nuova chiesa regionale dei camerinesi a Roma.

## Descrizione
Così il Nibby, nel 1839, descrive il suo interno:
(Nibby, op. cit., p. 755)

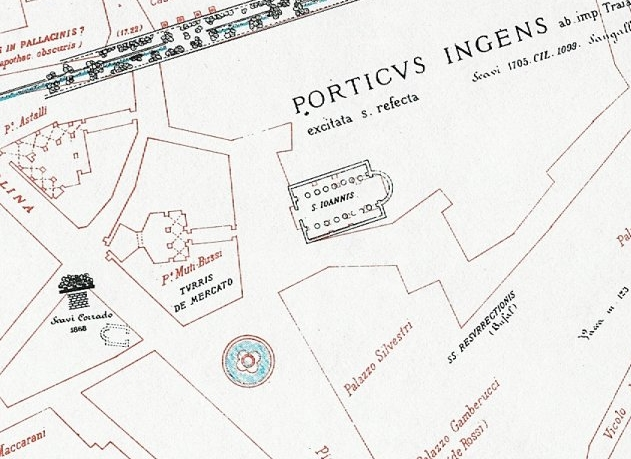
La chiesa nella mappa di Roma di Rodolfo Lanciani (1891-1901).

La chiesa aveva una sola navata e sei cappelle laterali, tre per lato. La prima cappella laterale di destra era dedicata all'apostolo Giuda Taddeo, mentre in quella successiva si venerava un'icona miracolosa della Madonna col Bambino, la Madonna della Misericordia, che oggi si trova nella chiesa dei Santi Fabiano e Venanzio. Nella volta della cappella c'era una gloria di angeli "di squisito sapore tiepolesco". La terza cappella di destra era dedicata alla Madonna di Lourdes.  
La pala dell'altare maggiore raffigurava Dio Padre che accoglieva in cielo Gesù Cristo, mentre sotto c'erano i santi titolari in adorazione e, dietro di loro, una veduta di Camerino. Al di sopra del timpano spezzato che sovrastava l'opera si potevano ammirare lo Spirito Santo tra gli Apostoli e un affresco della Madonna. Ai lati si trovavano due quadri che raffiguravano la guarigione di san Venanzio in carcere, grazie all'intervento di un angelo, e un miracolo del santo che fece scaturire una fonte per dissetare i soldati che lo conducevano al supplizio.
La prima cappella del lato sinistro ospitava un crocifisso. Quella successiva era dedicata a sant'Anna e la pala d'altare era una Madonna col Bambino e i Santi Anna e Gioacchino di Antonio Gherardi. Due degli affreschi della volta erano di Michelangelo Cerruti e raffiguravano la nascita della Vergine e la sua Assunzione, mentre il terzo era di Giovanni Antonio Grecolini e illustrava la nascita di Gesù. L'ultima cappella era dedicata a san Filippo Neri, che era ritratto assieme a san Carlo Borromeo nella pala d'altare, mentre adorava la Vergine Maria.